# Kyle Massey
Kyle Orlando Massey (født 28. august 1991) er en amerikansk skuespiller. Han er mest kendt for sin rolle som Cory Baxter fra That's So Raven. Massey er også aktuel i serien Cory I det hvide hus.
Masseys far, Rondell Sheridan, spiller Cory Baxters far i både That's So Raven og Cory I det hvide hus.